# Бежув (Опольське воєводство)
Бежув (пол. Bierzów) — село в Польщі, у гміні Скарбімеж Бжезького повіту Опольського воєводства.
Населення — 200 осіб (2011).

## Демографія
Демографічна структура станом на 31 березня 2011 року:
|          | Загалом | Допрацездатний вік | Працездатний вік | Постпрацездатний вік |
| -------- | ------- | ------------------ | ---------------- | -------------------- |
| Чоловіки | 103     | 27                 | 67               | 9                    |
| Жінки    | 97      | 22                 | 56               | 19                   |
| Разом    | 200     | 49                 | 123              | 28                   |